# Stammesherzogtum Baiern

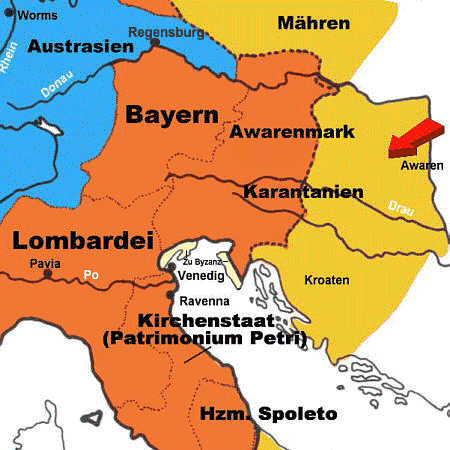
Die Eingliederung Baierns in das Frankenreich und die Errichtung der Awarenmark (Marcha Orientalis) unter Karl dem Großen

Das Stammesherzogtum Baiern war neben Schwaben (auch Alamannien), Franken, Lothringen und Sachsen eines der fünf Stammesherzogtümer im ostfränkischen Reich. Es umfasste ein deutlich größeres Gebiet als das heute als „Altbayern“ bezeichnete Gebiet im Süden Deutschlands. 
Die Zeit des Stammesherzogtums Baiern beginnt im 6. Jahrhundert mit Garibald I. als erstem nachgewiesenen bairischen Herzog und endet mit dem Sturz des Welfen-Herzogs Heinrich des Löwen 1180. Dabei wird das ältere vom jüngeren Stammesherzogtum unterschieden, welche durch das Königtum der Karolinger in Baiern unterbrochen wurden. Von 1180 bis 1918 wurde Bayern als Territorialherzogtum von den Wittelsbachern regiert.

## Vorgeschichte
Ab der zweiten Hälfte des 4. Jahrhunderts vollzog sich auf dem Land zwischen Donau und Alpen die Neubildung des Stamms der Bajuwaren. Ihre Herkunft ist nicht genau geklärt. Namensgebend für die Bajuwaren war vermutlich ein aus Böhmen eingewanderter germanischer Stamm. Dieser Kern vermischte sich wahrscheinlich mit anderen Germanenstämmen, der verbliebenen romanisierten Bevölkerung und hunnischen Elementen zum neuen bairischen Stamm. Noch im Jahr 790 werden in Traunwalchen und seiner Umgebung in der Salzburger Urkunde Notitia Arnonis 80 abgabenpflichtige Romanen an der Traun erwähnt.

## Das Stammesherzogtum

### Das ältere bairische Stammesherzogtum
Die Ursprünge des älteren bairischen Stammesherzogtums lassen sich bis ins Jahr 555 zurückverfolgen. Garibald I. gilt als erster nachgewiesener bairischer Herzog. Die Herzöge stammten seit dieser Zeit bis zum Ende des ersten Stammesherzogtums alle aus dem vermutlich fränkisch-stämmigen Geschlecht der Agilolfinger. Die Formation des Stammesherzogtums scheint mit der zunehmenden Dominanz des bestimmenden fränkischen Herrscherhauses der Merowinger über die Bajuwaren verbunden gewesen zu sein. Vermutlich unter Theudebert I. erlangten die Merowinger von den Ostgoten die Dominanz im östlichen Alpenraum und damit über die Bajuwaren. Um das Jahr 540 herum lassen sich die ersten Einsetzungen fränkischer Bischöfe im Gebiet der Bajuwaren nachweisen. Garibald sollte offenbar auch auf der Ebene der weltlichen Verwaltung die merowingische Macht in dem neu erworbenen Territorium durchsetzen.
Im Jahr 591 wurde Tassilo I. vom Frankenkönig Childebert II. über Baiern als rex (König) eingesetzt, vergleichbar den merowingischen Königen in Neustrien, Austrasien und Burgund (Frankenreich). Das Siedlungsgebiet wurde in diesem Zeitraum nach Osten bis zur Enns und nach Süden bis ins heutige Südtirol erweitert. Veränderungen gab es im Osten auch durch den Abzug der Langobarden aus Pannonien nach Norditalien und dem Nachrücken der Awaren und später der Slawen auf das Gebiet des heutigen Böhmens. In diesem Zusammenhang dienten die Bajuwaren aus merowingischer Sicht als Puffer, der das fränkische Kernland von diesen Gruppen abschirmte. Sitz der lange weitgehend vom Frankenreich unabhängig regierenden Agilolfinger-Herzöge war in dieser Zeit Regensburg.
Die Christianisierung betrieben ab dem 7. Jahrhundert irische, angelsächsische und fränkische Ordens- und Kirchenleute. Besonders wirksam wurden die Bischöfe Emmeram von Regensburg, Korbinian von Freising und Rupert von Salzburg. Bonifatius schließlich errichtete 739 eine feste Bistumsorganisation mit den Bistümern Freising, Salzburg, Regensburg und Passau. Kilian wurde zum Missionar des fränkischen Gebiets im Norden des heutigen Bayerns. Bonifatius gründete dann 742 noch das Bistum Würzburg, das im 7. Jahrhundert zum thüringisch-fränkischen Herzogtum der Hedenen gehörte. Im schwäbisch-alemannischen Gebiet westlich des Lechs war Augsburg wahrscheinlich schon seit dem 4. Jahrhundert Bischofssitz.

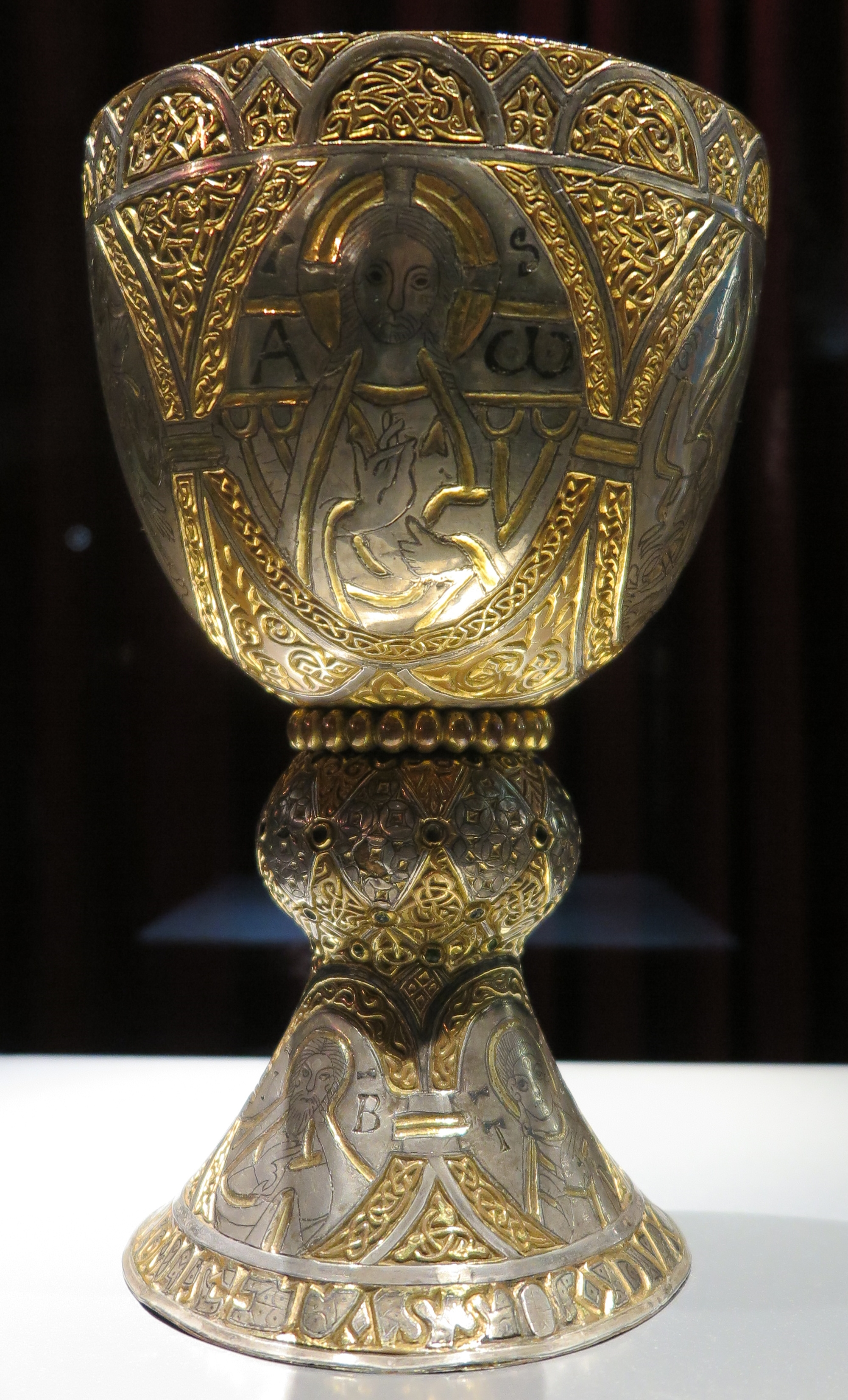
Der Tassilo-Kelch während einer Ausstellung in Aachen 2014

Unter den Karolingern kam es zu einem Erstarken des Frankenreichs, wodurch die weitgehende Eigenständigkeit der Stammesherzogtümer unter den Merowingern beendet wurde. 716 endete als erstes das Herzogtum der Hedenen. Das Gebiet kam unter karolingische Herrschaft, wobei die Kirche mit dem Bistum Würzburg eine dominierende Stellung erhielt. Im Konflikt des bairischen Herzogs Odilo mit Karlmann und Pippin dem Jüngeren im Jahr 743 unterlag Odilo in der Schlacht bei Epfach am Lech. Er floh und musste dann mit dem Friedensschluss von 744 die fränkische Oberhoheit über Baiern bestätigen. Odilo behielt allerdings sein Herzogtum. Nach Niederschlagung eines Aufstands bei Cannstatt wurde 746 auch das alemannische Gebiet endgültig in das Frankenreich eingegliedert. Als letztes wurde 788 das bairische Stammesherzogtum zerschlagen. Der bairische Herzog Tassilo III. hatte in den Jahren davor vergeblich versucht, die Eigenständigkeit durch ein Bündnis mit den Langobarden zu retten. Das kostbarste Denkmal des Herzogs Tassilo ist der sogenannte Tassilokelch. Die Inschrift lautet: Tassilo dux fortis – Liutpirc virga regalis, auf Deutsch: mächtiger Herzog Tassilo – königliche Jungfrau Liutberga. Der in Salzburg gearbeitete Tassilokelch ist mit seinen Ornamenten ein bairisches, kein karolingisches Werk.
Die Eroberung des Langobardenreiches durch Karl den Großen zog letztlich auch den Sturz Tassilos III. und das Ende des älteren bairischen Stammesherzogtums nach sich. Im Jahr 788 wurde Tassilo durch einen lehnsrechtlichen Prozess in der Ingelheimer Pfalz wegen seines (angeblichen) Bündnisses mit den Awaren erst zum Tode verurteilt, später begnadigt und endgültig in die Abtei Jumièges verbannt.
Als seinen Vertreter in Baiern setzte Karl seinen Schwager Gerold ein, einen Verwandten Tassilos. Er erhielt nicht mehr den Titel eines Herzogs, sondern wurde als Präfekt bezeichnet. Als Gerold 799 starb, folgte ihm bis 818 Audulf als Präfekt.

### Königtum der Karolinger in Baiern
Bis zum Beginn des 10. Jahrhunderts gab es nun keinen bairischen Herzog mehr. Die Karolinger regierten seit Karl dem Großen als Könige oder Unterkönige Baierns. Sie siegelten Urkunden aus dieser Zeit als Könige von Baiern oder setzten zur Herrschaftsausübung bisweilen Statthalter (Präfekten) ein. 817 übergab Kaiser Ludwig der Fromme neben dem „alten“ Baiern (Nordgau) die Awarenmark an seinen ungefähr elfjährigen Sohn Ludwig den Deutschen und schuf damit das neue Königtum Baiern. Unter dem ostfränkischen König Ludwig dem Deutschen rückte Baiern in den Mittelpunkt der Macht. Er war seit 825 regierender König in Baiern bzw. seit dem Vertrag von Verdun 843 König des Ostfrankenreichs. Unter Kaiser Arnulf von Kärnten wurden das heutige Bayern und Kärnten zur Machtbasis im Ostfrankenreich mit Regensburg als Regierungssitz.
Nach Ende der Herrschaftsperiode der Karolinger kam es erneut zu einem Erstarken der Eigenständigkeit der einzelnen Gebiete. Der „altbairische“ Traungau wurde mit dem „neubairischen“ Karantanien und der Avaria Karls sowie den friulanischen Ostlanden des Nachfolgers Erichs von Friaul unter dem Namen Marcha orientalis verwaltet. Unterstützt wurde das Erstarken der Eigenständigkeit noch durch die Bedrohung von außen durch die Ungarneinfälle.

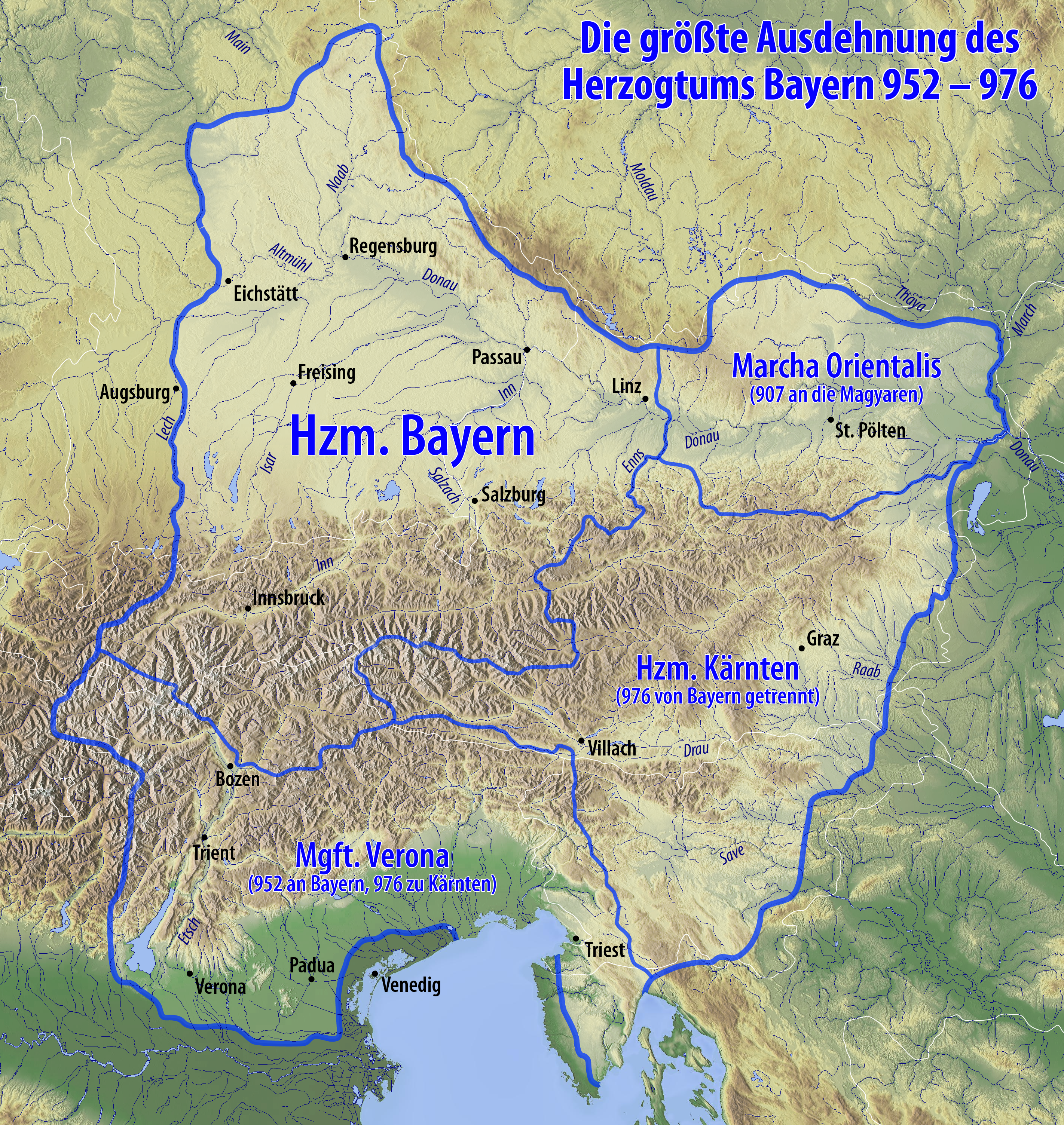
Das Herzogtum im 10. Jahrhundert

### Das jüngere bairische Stammesherzogtum
Der Kärntner Markgraf Herzog Luitpold von Kärnten fiel 907 bei Preßburg bei einer Niederlage gegen die Ungarn, jedoch wird das Datum durch die Nachfolge seines Sohns Arnulf I. gleichzeitig als Beginn des jüngeren bairischen Stammesherzogtums gesehen. Arnulf nahm bald den Herzogstitel an. Dabei konnte er auf die Unterstützung des bairischen Hochadels setzen. In den großen Jahrbüchern von Salzburg wurde dazu folgendes festgehalten: „Die Bayern huldigen freiwillig dem Herzog Arnulf und trugen ihm auf, zu herrschen im Reiche.“ In den Schlachten von 909 an der Rott, 910 bei Neuching und 913 am Inn gelang es ihm, die Ungarn entscheidend zurückzudrängen. Nach den Siegen über die Ungarn erfolgte eine zweite Welle bairischer Ostsiedlung mit Gewinn von Gebieten im heutigen Niederösterreich, Istrien und der Krain. Durch die Vermittlung seines Bruders Kaiser Otto I. heiratete der Ottone Heinrich Arnulfs Tochter Judith aus der Herzogsdynastie der Luitpoldinger und wurde 948 mit dem Herzogtum Baiern belehnt. Als 976 Herzog Heinrich „der Zänker“ von seinem Vetter Kaiser Otto II. nach einem gescheiterten Aufstand abgesetzt wurde, verlor Baiern – u. a. durch die Errichtung des Amtsherzogtums Kärnten mit seinen italienischen Marken – fast die Hälfte seines Territoriums. Zusätzlich regierte das Geschlecht der Babenberger in der Marcha orientalis zunehmend unabhängiger von Baiern.
Nachdem der ottonische bairische Herzog im Jahr 1002 als Heinrich II. römisch-deutscher König geworden war und bis 1017 zeitweise das Herzogtum in Personalunion regiert hatte, folgte eine Periode, in der die bairischen Herzöge von außen eingesetzt wurden und stark vom Königtum abhängig waren. In dieser Zeit erfolgte der Aufstieg von Adelsgeschlechtern wie der Grafen von Bogen und Andechs, der Diepoldinger, Sulzbacher, Wittelsbacher und Welfen.

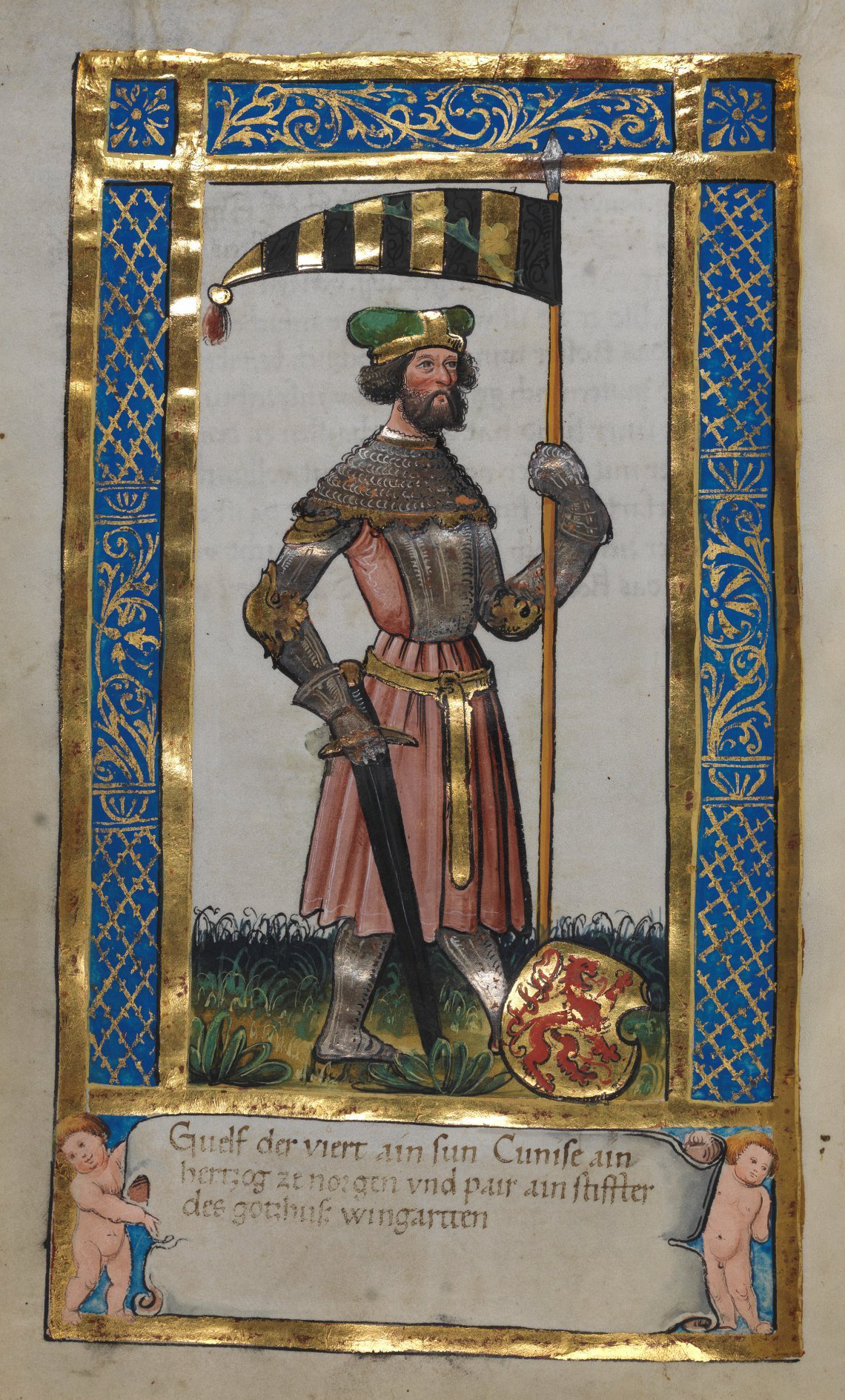
Welf IV., erster welfischer Herzog von Baiern (* um 1035; † 1101)

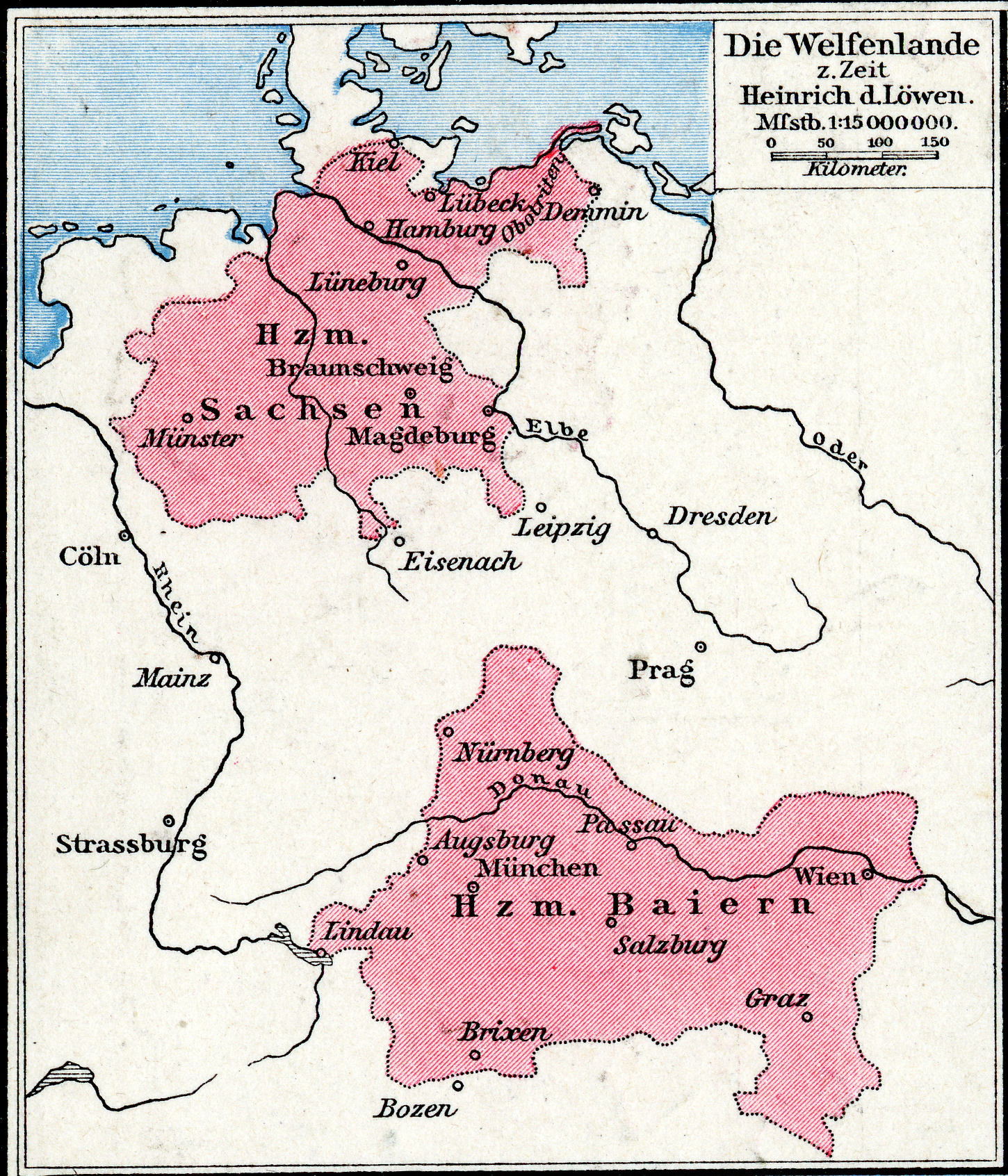
Karte der Herzogtümer Sachsen und Baiern vor 1180

Der Welfe Welf IV., der Sohn Kunigundes und Alberto Azzos, wurde im Jahr 1070 von König Heinrich IV., selbst von 1053 bis 1054 Herzog, zum Herzog von Baiern ernannt. Diese Epoche ist durch den Investiturstreit zwischen Kaiser und Papst geprägt. Dabei konnten die Welfen durch Parteinahme für den Papst seine Position festigen. Im Investiturstreit stand Welf auf der päpstlichen Seite, unterstützte im März 1077 die Wahl Rudolfs von Rheinfelden gegen Heinrich, wurde im Mai geächtet und floh nach Ungarn. 1096 erfolgte die Versöhnung mit dem Kaiser, mit der auch die Rückgabe Baierns an Welf verbunden war. 1137 erwarben die Welfen auch das Stammesherzogtum Sachsen. Ein Konflikt des Welfen Heinrichs des Stolzen  mit dem schwäbischen Herrschergeschlecht der Staufer bei der Königswahl führte nach der Wahl Konrads III. zum König allerdings dazu, dass Baiern 1139 an den Babenberger Leopold gegeben wurde. Nachdem Konrad III. kurzfristig Baiern selbst regiert hatte, folgte 1143 bis 1156 der Babenberger Heinrich XI. Jasomirgott.
Der Staufer Friedrich I. Barbarossa versuchte den Ausgleich mit den Welfen und gab ein um die Ostmark verkleinertes Baiern dem Welfen Heinrich dem Löwen zurück. Die nun von Baiern losgelöste Marcha orientalis wurde unter den Babenberger Herzögen zur Keimzelle des späteren Österreichs. Heinrich der Löwe gründete zahlreiche Städte, unter anderem 1158 München. Durch seine starke Stellung mit den beiden Herzogtümern Sachsen und Baiern geriet er in Konflikt mit Friedrich I. Barbarossa. Mit der Verbannung Heinrich des Löwen und der Abtrennung der Steiermark endete 1180 das jüngere bairische Stammesherzogtum.

## Übergang zum Territorialstaat
Kaiser Friedrich Barbarossa übertrug das Herzogtum Bayern im Jahr 1180 an den Wittelsbacher Otto I. Nachdem bereits 976 das Herzogtum Kärnten abgespalten wurde und 1156 das spätere Herzogtum Österreich, wurde bei dieser Gelegenheit schließlich auch noch das Herzogtum Steiermark abgetrennt. Das auf das Gebiet des heutigen Altbayerns geschrumpfte Herzogtum gewann somit zunehmend den Charakter des spätmittelalterlich geprägten Territorialstaats.

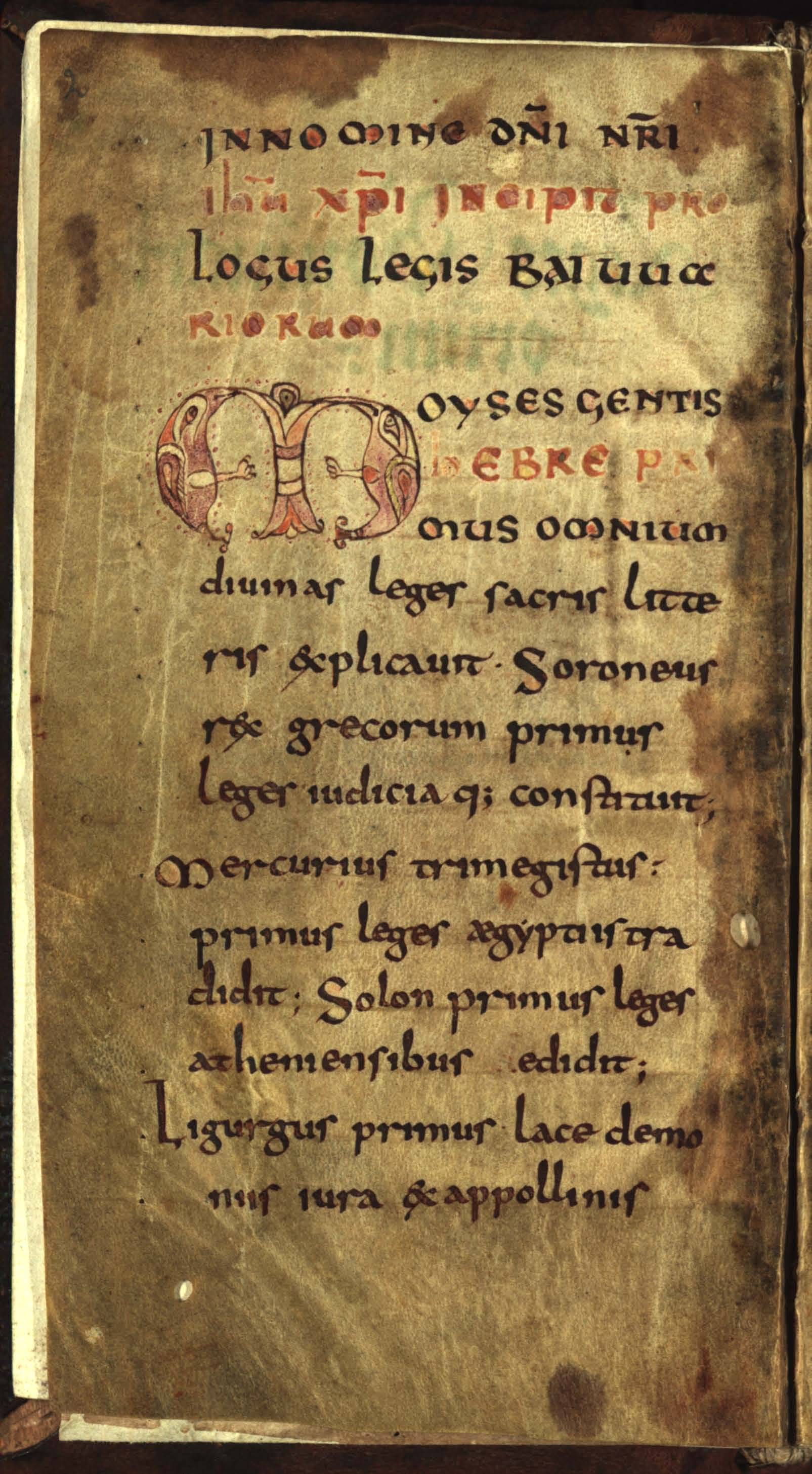
Prolog in der Handschrift Cim. 7 der Universitätsbibliothek München, 9. Jahrhundert

## Lex Baiuvariorum
Die Lex Baiuvariorum (auch Lex Baiuwariorum, Lex Bajuvariorum oder Lex Baivariorum) ist die in der Zeit des 6. bis 8. Jahrhunderts entstandene Sammlung des Volksrechtes der Bajuwaren, das heißt die älteste Sammlung von Gesetzen des frühen bairischen Stammesherzogtums. Der Text ist auf Latein verfasst, enthält jedoch bajuwarische Fragmente und somit die älteste Überlieferung der bairischen Sprache. Die Initiative dazu soll von Herzog Odilo ausgegangen sein. Die Lex Baiuvariorum war bis 1180 in Kraft.